# Сакакі (Наґано)

36°27′43″ пн. ш. 138°10′49″ сх. д. / 36.46194° пн. ш. 138.18028° сх. д.
Сака́кі (яп. 坂城町, さかきまち, МФА: [sakakʲi mat͡ɕi̥]) — містечко в Японії, в повіті Ханісіна префектури Наґано. Станом на 1 квітня 2009 площа містечка становила 53,64 км². Станом на 1 липня 2011 населення містечка становило 15 567 осіб.